# Élisabeth Fuss-Amoré
Élisabeth Fuss-Amoré, née Élisabeth Jeanne Bégard le 29 novembre 1879 à Paris et morte le 8 mai 1959 dans la même ville, est une artiste peintre, modèle de Modigliani, intellectuelle de gauche et militante féministe.

## Élisabeth Fuss-Amoré par Amadeo Modigliani

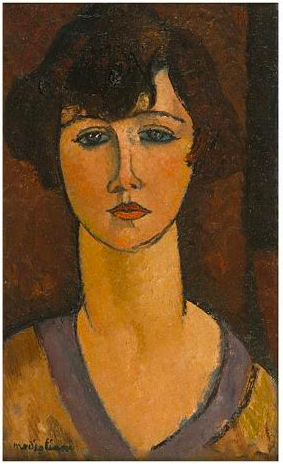
"Elisabeth" (1916).   Amedeo Modigliani

## Biographie
Élisabeth Bégard est née le 29 novembre 1879 dans le 4e arrondissement de Paris. Sa naissance est déclarée à la mairie le 1er décembre 1879 par son père et deux de ses oncles, Léon Bégard et Pierre Ucciani, qui comme son père, sa mère, ses oncles et son grand-père, sont bijoutiers.
En 1883, elle n’a que 3 ans quand son père décède. Restée seule avec sa mère, elles sont prises en charge par leur famille. Quand sa mère décide de se remarier en 1891, elle a seulement 11 ans, le conseil de famille Bégard-Laurent obtient de la justice, qu’Élisabeth soit confiée à ses grands-parents.
Elle habite à Ostende en Belgique. Sa fille Georgine (dite Gisèle), nait le 27 septembre 1898 à Saint-Josse-Ten-Noode (Bruxelles), pas loin de l'Académie des Beaux-Arts.
De retour à Paris, elle épouse Gustave Fuss-Amoré, le 31 décembre 1904, à la mairie du 17e (leurs témoins sont : Maurice Le Blond , Charles Chanvin , Gustave Flasschoen  et Alice Dick Dumas).
En septembre 1910, elle prend fait et cause pour les "Midinettes" dans la grève des confectionneuses, un de ses courriers est repris dans le journal l'Humanité, sous la manchette, "La grève des confectionneuses, un bon exemple à suivre".
Au début des années 1920, Élisabeth et son époux, participent avec une soixantaine d'autres écrivains et artistes, à la relance à Montparnasse, du Mouvement des expositions de café (initié après-guerre par le peintre Manuel Ortiz de Zárate).

## Œuvres
- Le Cirque (1919)
- Bal musette (1920)
- La Loge des Fratellini au cirque Medrano (1921)[8]
- La Sultane (1923)
- Femme à la fenêtre (1923)
- Le Gamin (salon des Tuileries 1924)
- Femme à la fenêtre (date ?)
- Pierrot et sa sœur (date ?)

### Galerie

Peinture : cirque, animations, portraits...
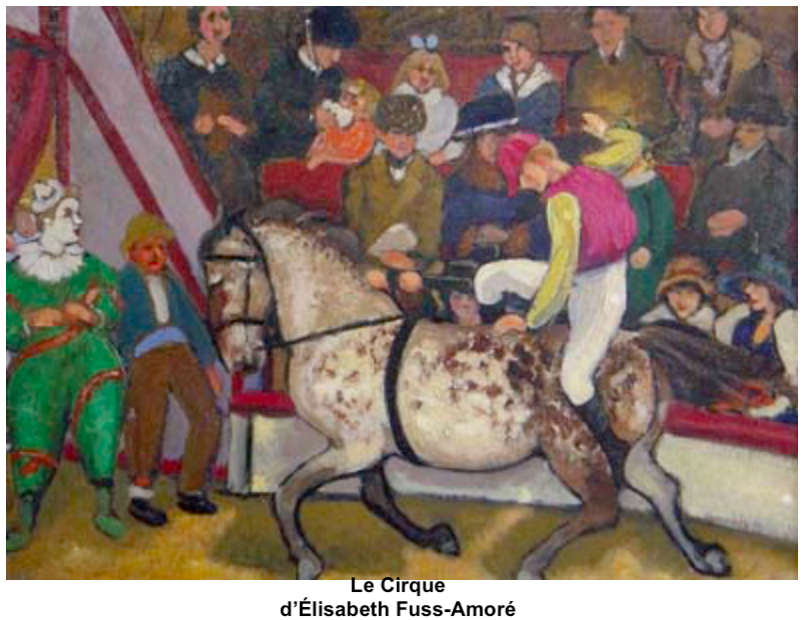
"Le cirque" (1919)Élisabeth Fuss-Amoré
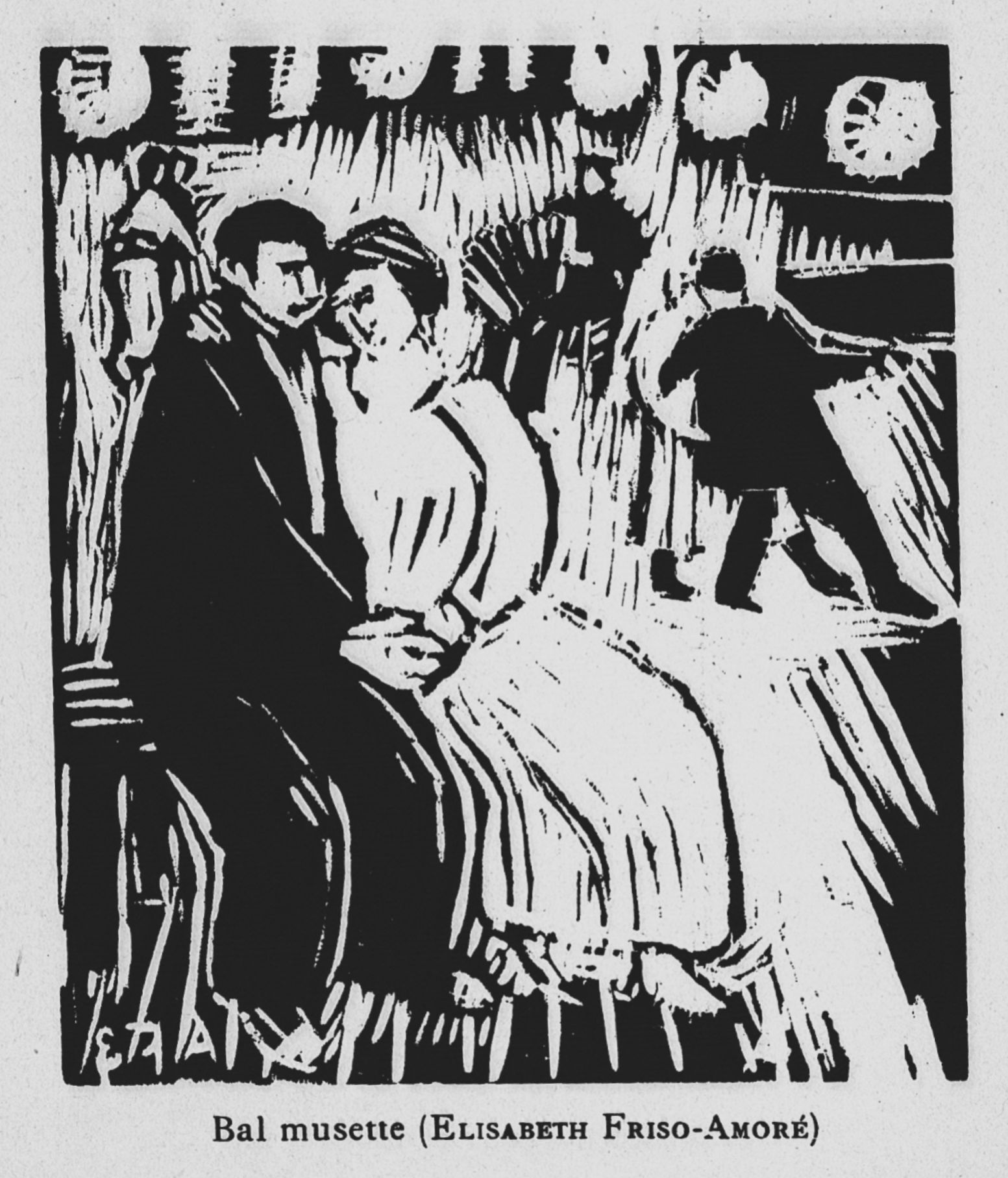
"Bal musette" (1920)Élisabeth Fuss-Amoré
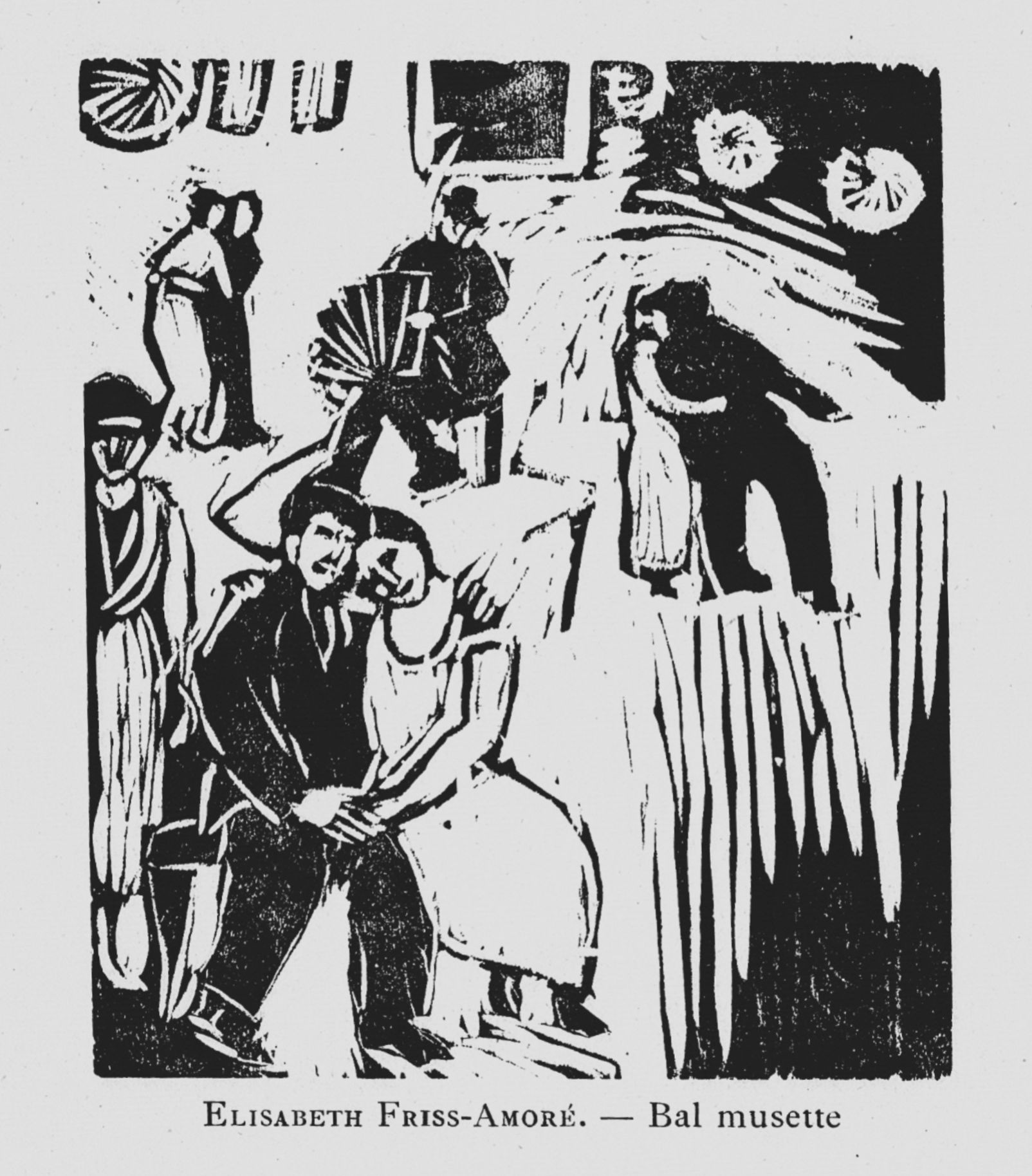
"Bal musette" (1920)Élisabeth Fuss-Amoré
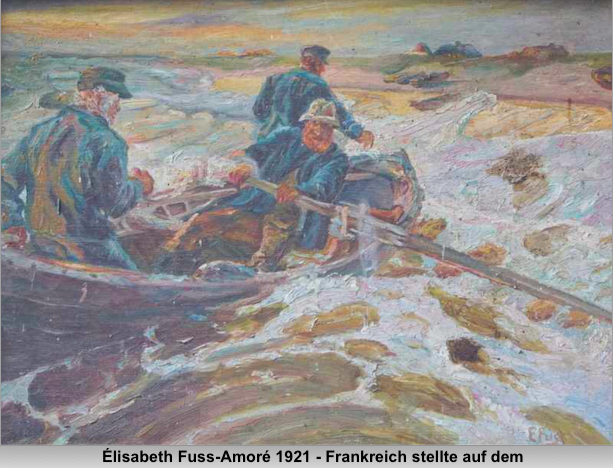
"Frankreich stellte auf dem" (1921)Élisabeth Fuss-Amoré
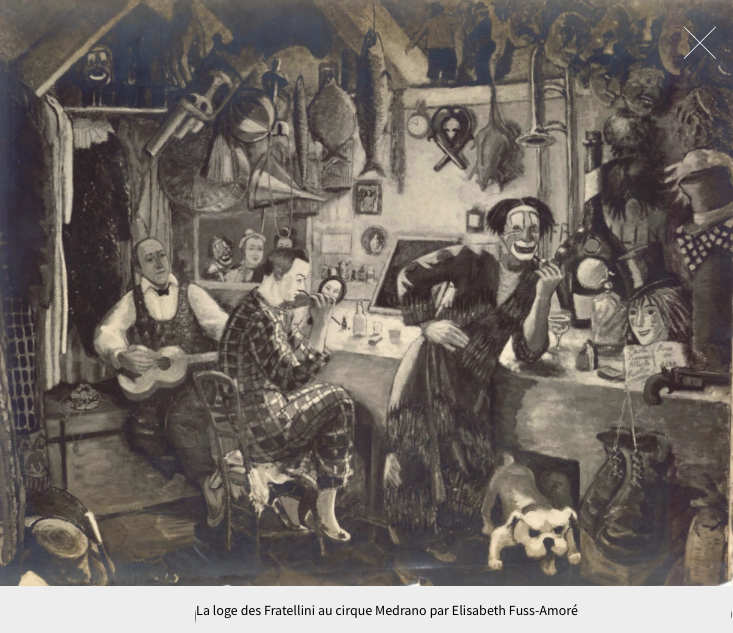
"Loge des Fratellini" (1921)Élisabeth Fuss-Amoré
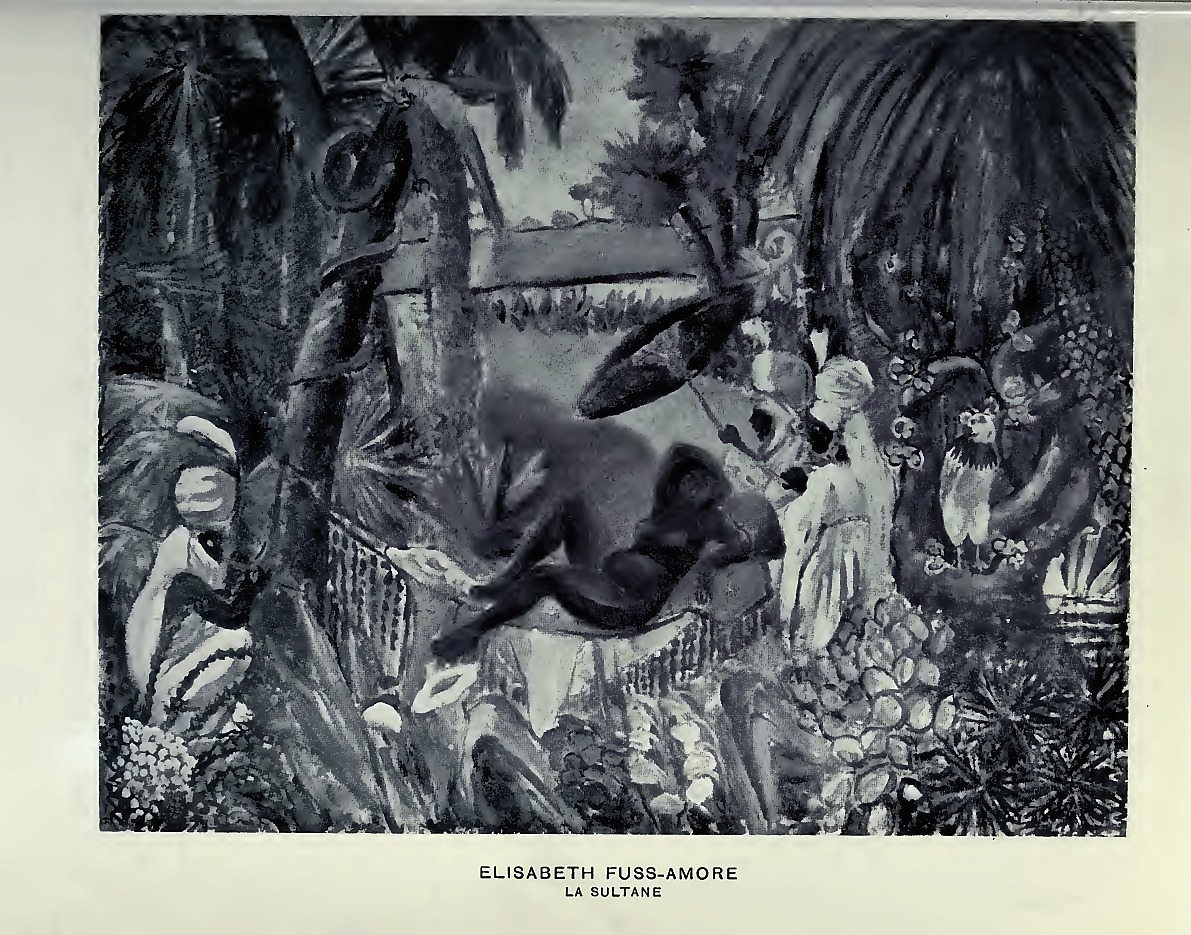
"La sultane" (1923)Élisabeth Fuss-Amoré
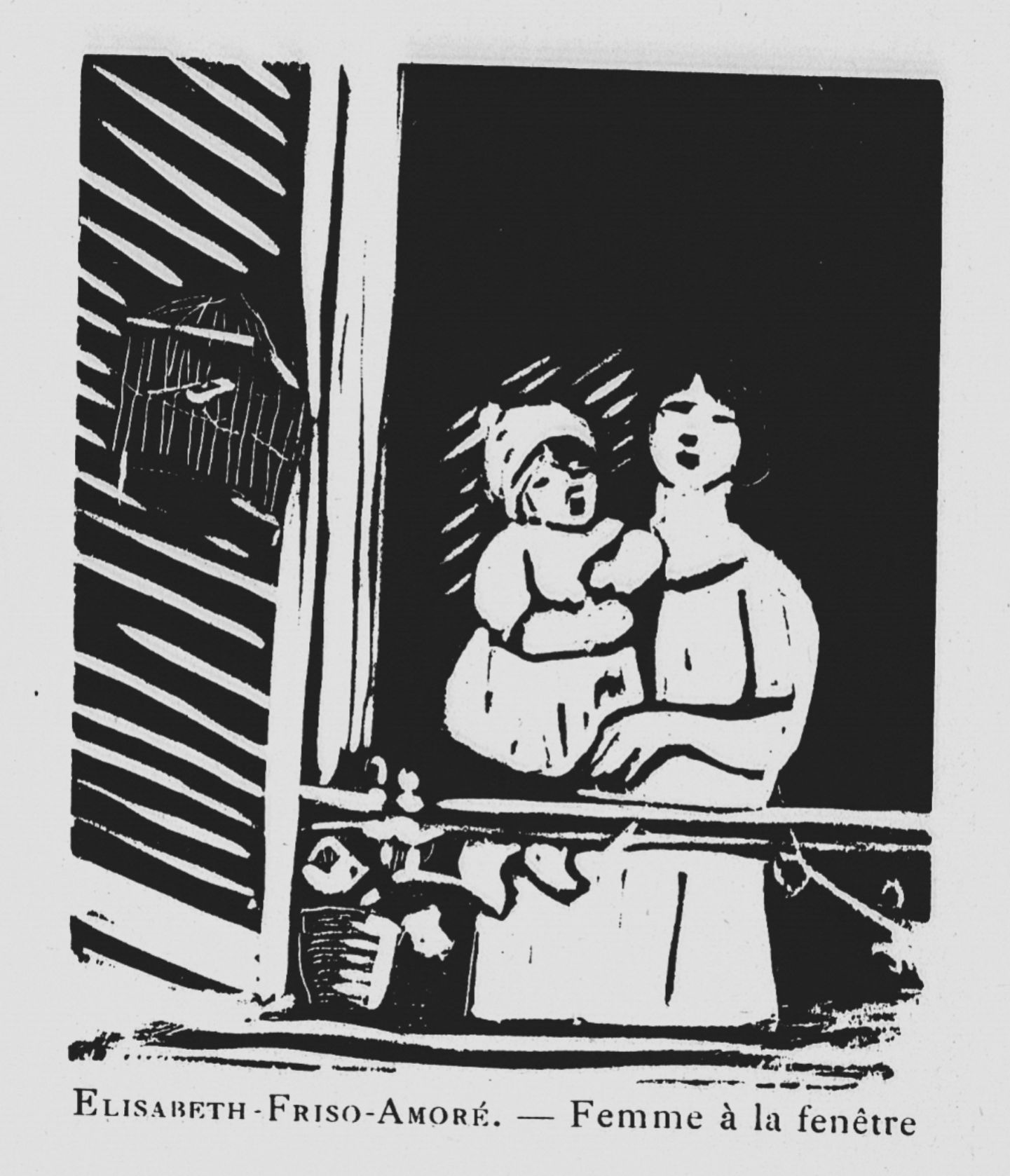
"Femme à la fenêtre" (1923 env.)Élisabeth Fuss-Amoré
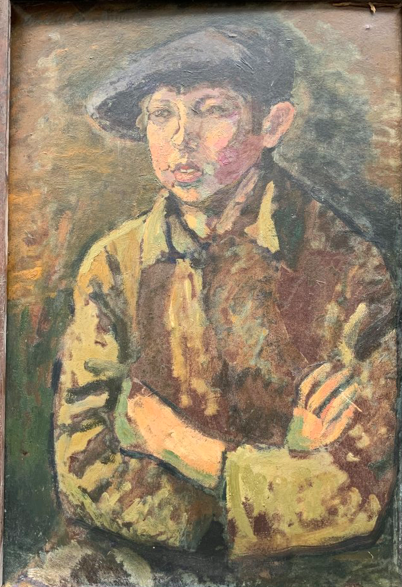
"Le gamin" (1924)Élisabeth Fuss-Amoré(salon des Tuileries)

## Expositions
- Exposition des Arts, Chronique des Arts, 29 février 1920 (BnF-Gallica)
- Salon d'Automne Les chats, 8 mars 1920 (BnF-Gallica)
- Exposition d'Art moderne (Genève), "Petit Parisien", 25 décembre 1920 (BnF-Gallica)
- Salon des indépendants (33° exposition), 23 janvier 1921 (BnF-Gallica)
- Salon des indépendants (34° exposition), 28 janvier 1922 (BnF-Gallica)
- Exposition Portraits et natures mortes, Le Rappel, 30 mai 1922 (BnF-Gallica)
- Exposition au "Montparnasse, Semaine parisienne, 21 octobre 1922 (BnF-Gallica)
- Exposition à "La Rotonde", Semaine parisienne, 21 octobre 1922 (BnF-Gallica)
- Exposition Portraits et natures mortes, La Lanterne, 31 octobre 1922 (BnF-Gallica)
- Salon des indépendants](35° exposition), 9 février 1924 (BnF-Gallica)
- Salon d'Automne, 27 octobre 1924 (BnF-Gallica)
- Salon des indépendants (36° exposition), 21 mars 1925 (BnF-Gallica)
- Salon des indépendants (37° exposition), 20 mars 1926 (BnF-Gallica)

## Presse
- Commandes et achats d’œuvres d'art" (Archives nationales)
- Encouragements divers (Archives nationales)
- "Comedia" Paris 1907 (BnF-Gallica)
- "La grève des Confectionneuses, un bon exemple à suivre" (L'Humanité) septembre 1910
- "Loge des Fratellini au cirque Medrano" (La vie culturelle) 1921 (BnF.fr)
- "Pugilat à la Petite Chope" (l'Action française), 1er juin 1924 (BnF-Gallica)
- "Petite bagarre... dans un café de Montparnasse" (L'Homme libre), 11 juin 1924 (BnF-Gallica)